# Tons salmódicos

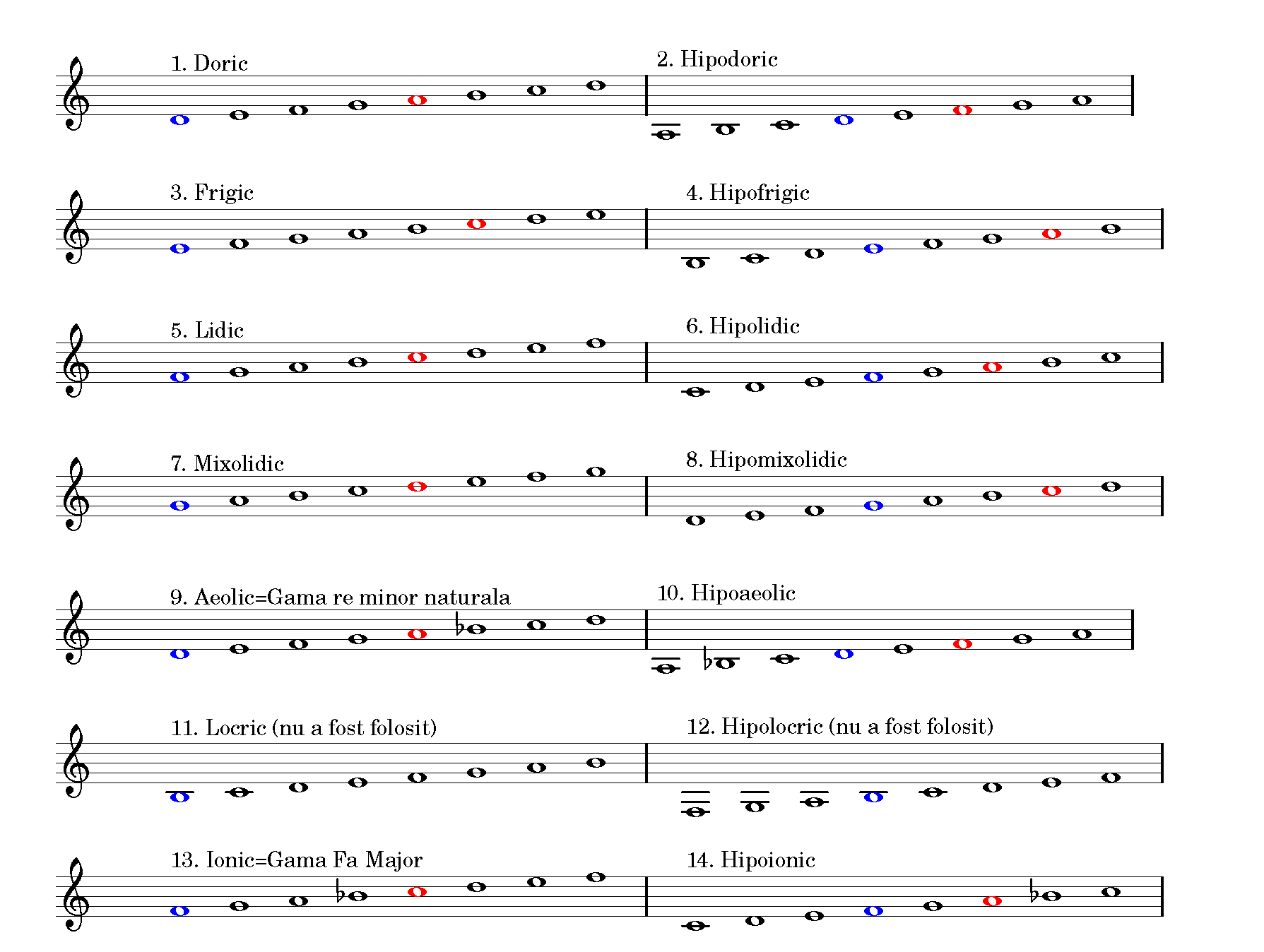
A forma como se popularizou os tons salmódicos (em partitura).

Tons Salmódicos, também chamados de Modos Eclesiásticos, são as fórmulas usadas para recitação dos Salmos (salmodia) e cânticos bíblicos. No que tange à organização do repertório de Canto Gregoriano, utiliza-se, via de regra, oito tons, donde o termo mais genérico de origem grega "octoeco".

## História

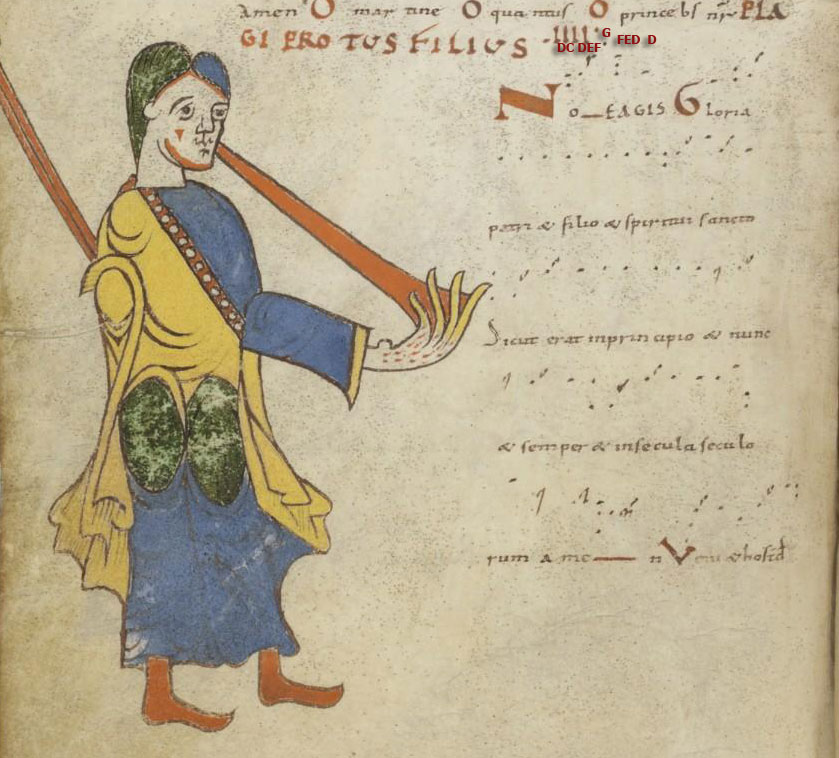
Modo Protus plagal em notação daseiana (século X).

Os modos dominaram a música Ocidental por mais de mil anos, sua utilização foi consideravelmente reduzida a partir do Século XVI, quando a música passou a ser tonal, cuja divisão é, basicamente, Tom Maior e, seu relativo, Tom menor.
Sua origem se dá na Grécia antiga com Pitágoras e Aristóxenes, contudo sua divisão com nomenclaturas étnicas é posterior. Boécio (475-526), em seu Instutione musica, é o primeiro a publicar a ordem na qual conhecemos hoje ao instituir o sistema de oitava completa e abandonar o sistema grego de Tetracordes, além de aplicar a forma ascendente aos modos (antes usava-se de maneira descendente).
A partir do seculo IV, a Igreja Católica, por meio de Ambrósio começa a se utilizar dos modos para inserção de cânticos na liturgia, surge assim o Canto ambrosiano. A partir do século VI, o papa Gregório I, organiza e unifica o sistema de cânticos usados em liturgias diversas na Europa, dando início ao Canto Gregoriano.
Em 1547, Henrique de Glaureanus, em sua obra Dodecachordon, adiciona os modos Eólio e Jônio, ambos nas formas autêntica e plagal, totalizando assim 12 modos.
A ordem utilizada na antiguidade não é a mesma utilizada na Idade Média e dias atuais. Inicialmente recebiam nomes em grego relacionando-os com sua posição escalar, contudo, a partir do século X, receberam nomes de antigas escalas gregas e, hoje, são utilizados de forma completamente diferente.

## Os modos
Antes de receber as nomenclaturas étnicas, pelas quais são conhecidos nos dias de hoje, os modos recebiam as nomenclaturas gregas, transliteradas em latim, com base em sua ordem numérica: Protus (primeiro), Deuterus (segundo), Tritus (terceiro) e Tetrardus (quarto), tendo em vista outro aspecto da construção sonora, posteriormente descoberto, passaram a ter oito modos e receber as terminologias atuais.
Entre as sete notas de um modo, duas tem maior relevância em relação às demais; é a nota final (a atual tônica), que dá tonalidade  e resolução ao modo, e a tenor (atual dominante), a qual serve como corda de recitação da Salmodia.
Ao todo há quatro modos divididos nas formas Autêntica e Plagal, a qual começa quarta justa abaixo. A nota Si bemol é o único acidente permitido, e em todos os modos pode haver alternância entre Si bequadro (natural) e Si bemol, sem alterar a qualidade do modo.

### Protus

Protus, atual Dórico

Atualmente conhecido como Dórico, o Protus autêntico era o primeiro modo. Termina na nota Ré, como segue: Ré Mi Fá Sol Lá Si Dó Ré.
Também já fora chamado pelo nome de Primus Gravis, é tido como um modo contemplativo, dado seu ressoar discreto e introspectivo.
O modo Protus plagal (Hipodórico), se inicia a partir da nota Lá: Lá Si Dó Ré Mi Fá Sol Lá.

### Deuterus

Deuterus, atual Frígio

Atualmente conhecido como Frígio, o Deuterus autêntico termina na nota Mi, como segue: Mi Fá Sol Lá Si Dó Ré Mi.
Este talvez seja o modo que mais se distancia das escalas da música contemporânea. Deuterus já fora conhecido pela nomenclatura de Tertius Mysticus, pois seu ressoar estático dá a ele um caráter místico.
O modo Deuterus plagal (Hipofrígio), se iniciava a partir da nota Si: Si Dó Ré Mi Fá Sol Lá Si.

### Tritus

Tritus, atual Lídio

Atualmente conhecido como Lídio, o Tritus autêntico termina na nota Fá, como segue: Fá Sol Lá Si Dó Ré Mi Fá.
Quando usado com Si bemol, este modo se assemelha muito à tonalidade Fá Maior usada na música contemporânea.
O modo Tritus plagal (Hipolídio), se iniciava a partir da nota Dó: Dó Ré Mi Fá Sol Lá Si Dó.

### Tetrardus

Tetrardus, atual Mixolídio

Atualmente conhecido como Mixolídio, o Tetradus autêntico Termina na nota Sol, como segue: Sol Lá Si Dó Ré Mi Fá Sol.
Também chamado de Septimus Angelicus, é o mais agudo dos modos. Tem um ressoar "alegre" e entusiasta.
O modo Tetrardus plagal (Hipomixolídio), se iniciava a partir da nota Ré: Ré Mi Fá Sol Lá Si Dó Ré.

### Peregrinus
O Tonus Peregrinus acompanha antífonas de modalidade peculiar, a qual não se aplica aos outros tons salmódicos. Um exemplo no qual esse tom é utilizado é a antífona Deus autem noster.

### In directum
Esse tom é reservado aos salmos que não são precedidos de antífona. Outros tons similares a este sao: o Tom Pascal, usado no tempo pascal, e o Tom dos Defuntos, usado na liturgia dos defuntos.

## Forma de utilização

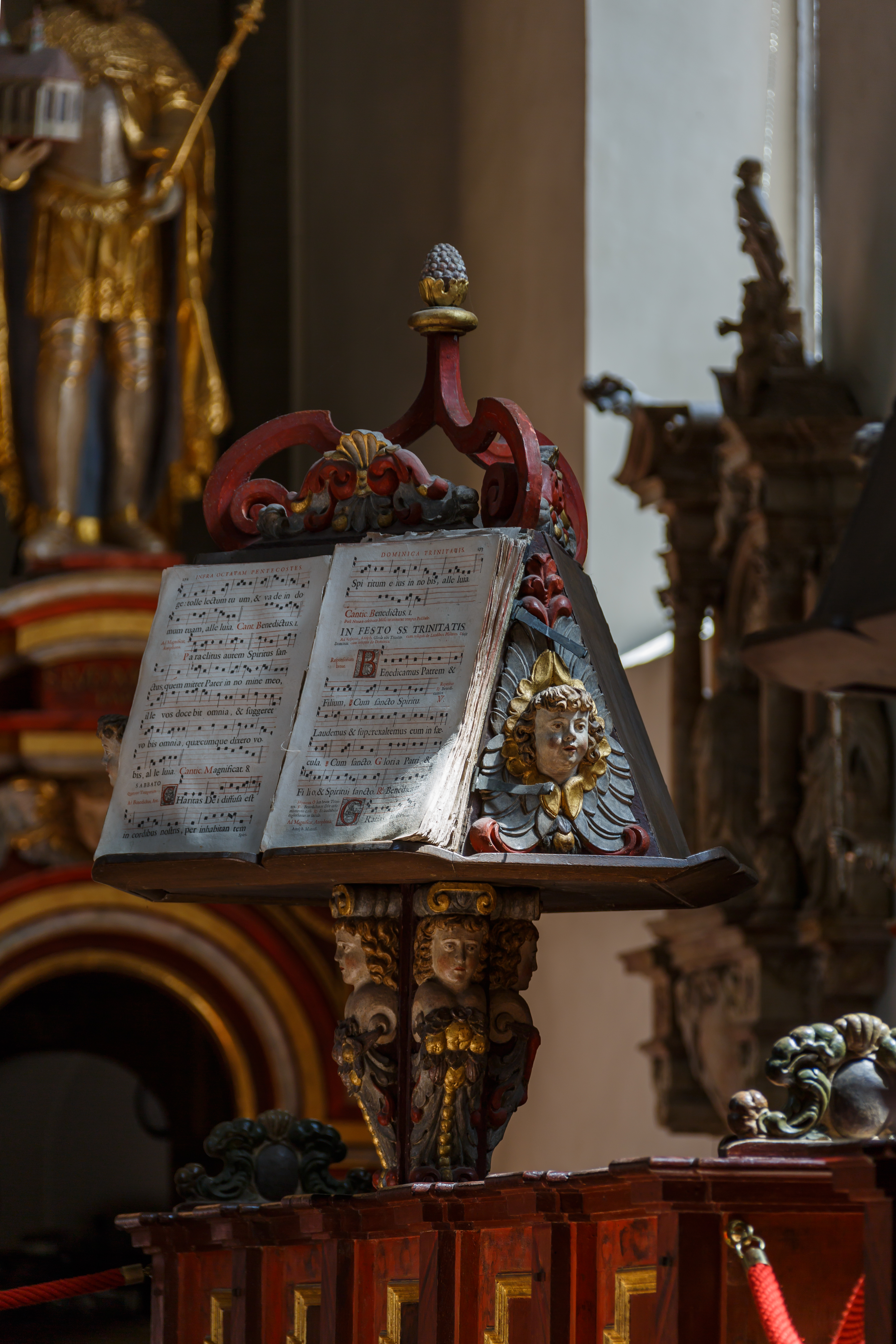
Antifonário em uma igreja alemã.

Geralmente, cada Salmodia é precedida e seguida de uma antífona. A melodia se inicia com a nota tenor do modo e finda com a doxologia Gloria Patri.
A formula terminativa da primeira parte do tom salmódico é chamada de cadência média, e a segunda parte é chamada cadência final.Estas cadências são constituídas por um ou mais acentos e, na maior parte das vezes, por sílabas de preparação. Com o intuito de suavizar a transição entre a salmodia e a antífona, alguns tons salmódicos possuem terminações diferentes, chamadas Differentiæ.Para cada um dos modos existe um tom simples e um ornado, sendo que o ornado é semelhante ao simples mas com mais ornamentação. 
Apesar da rigidez dos tons salmódicos, é possível encontrar, em algumas peças de canto gregoriano, modulações, transposições e outras anomalias modales. Assim como na música contemporânea, é possível encontrar modulação tonal (um tanto raro, contudo há peças com tal modulação como, por exemplo, o Kyrie Stelliferi Conditor Orbis) e modulação modal (esta mais comum).

## Ligação externa
- Tons salmódicos (em notação gregoriana).